# Marco Frapporti
Marco Frapporti (Gavardo, 30 de marzo de 1985) es un ciclista profesional italiano. Debutó como profesional el año 2008 en el equipo italiano CSF Group-Navigare.
Es hermano de la también ciclista profesional Simona Frapporti. Su hermano Mattia Frapporti también es ciclista profesional.

## Palmarés
2007
- Piccolo Giro de Lombardía

2009
- 1 etapa del Giro de la Provincia de Grosseto

2010
- 1 etapa de la Vuelta a Gran Bretaña

2011
- 1 etapa del Brixia Tour

2013
- 1 etapa de la Ruta del Sur

## Resultados en Grandes Vueltas
| Carrera | Carrera         | 2008 | 2009 | 2010  | 2011  | 2012 | 2013 | 2014  | 2015 | 2016 | 2017 | 2018  | 2019 | 2020  | 2021 |
| ------- | --------------- | ---- | ---- | ----- | ----- | ---- | ---- | ----- | ---- | ---- | ---- | ----- | ---- | ----- | ---- |
|         | Giro de Italia  | —    | —    | 138.º | 132.º | —    | —    | 108.º | 98.º | —    | —    | 119.º | 81.º | 108.º | —    |
|         | Tour de Francia | —    | —    | —     | —     | —    | —    | —     | —    | —    | —    | —     | —    | —     | —    |
|         | Vuelta a España | —    | —    | —     | —     | —    | —    | —     | —    | —    | —    | —     | —    | —     | —    |

—: no participa

Ab.: abandono

## Equipos
- CSF Group-Navigare (2008-2011)
- Team Idea (2012)
- Androni Giocattoli (2013-2019)
  - Androni Giocattoli-Venezuela (2013-2014)
  - Androni Giocattoli-Sidermec (2015-2019)
- Vini Zabù[2] (2020-2021)
  - Vini Zabù-KTM (2020)
  - Vini Zabù (2021)